# Dicoma alemannii-mazzocchii
Dicoma alemannii-mazzocchii là một loài thực vật có hoa trong họ Cúc. Loài này được Chiov. mô tả khoa học đầu tiên năm 1924.